# Лайонел Вейфер

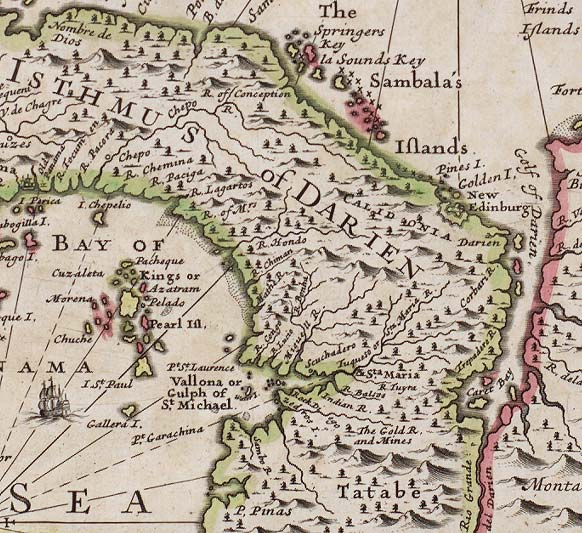
Мапа Панамського перешийку, складена багато в чому на основі даних Вейфера.

Лайоне́л Ве́йфер (англ. Lionel Wafer; 1640—†1705) — валійський дослідник нових земель, пірат і хірург. Він відомий своїми плаваннями як корабельний хірург на кораблі пірата Вільяма Дампіра, а також детальним описом Панамського перешийку, де він провів кілька років. Іменем Вейфера зараз названа одна з найбільших заток острова Кокос.